# 중화인민공화국의 경제
다음은 중화인민공화국의 경제에 대한 설명이다.
중화인민공화국은 청나라 시절부터 아시아의 병자라고 불릴 정도로 낮은 GDP와 실속이 부족한 경제로 최빈국에 속해있었으며 대한민국에 경제원조(ODA)를 받던 국가였다. 늦은 산업화에 의해 선진기술이 부족하였고 경제는 지속적으로 악화되었다. 덩샤오핑은 경제개혁을 하려고 하였고 소련이 붕괴된 이후 급진적인 경제개방이 나타났으나 늦은 산업화로 인해 중국기업들은 낮은 기술력으로 해외기업들과 경쟁하는 것이 불가능하였다. 하지만 낮은 노동임금을 이용하여 해외기업들로 하여금 많은 공장을 중국에 이전하게 하여 중국 국내총생산을 늘려 자본을 늘리고 선진기술과 설비를 가진 해외기업들에게 합자법인을 필수로 하여 중국기업들이 해외기업들의 운영을 배울 수 있게 하였으나 해외기업 공장들로 인해 막대한 환경파괴와 대기오염 그리고 기술유출 등 많은 문제도 일어났다. 낮은 노동 임금을 이용하여 해외 기업들이 그동안 자국에 있던 공장들을 중국에 이전할 수 있게하여 2010년부터 중국은 세계 명목 GDP(국내총생산) 순위 2위가 되었다. 하지만 해외 기업들의 공장 생산에 의한 국내총생산이기 때문에 타 국가들보다 해외 기업들로 반출되는 GDP 또한 막대하다. 2018년에는 경제 규모가 13조 5천억이다. 또한 1979년 7월 1일의 제5기 전국인민대표대회 제2회 회의에 중외합자경영기업법이 발표되어 해외 기업이 중국에 사업을 하는 경우 중국과 반드시 합자 법인을 만들어야 하며 외자측에는 출자비율이 25%로 제한되고 해외 기업에서 선진 기술과 설비를 제공해야 하기 때문에 기술 유출 등으로 인해 선진 기술이 없던 중국에서 기술 근대화가 가능하게 되었다. 2004년에는 도소매 부분에서는 완전 개방이 되어 도소매는 합자법인이 아닌 독자기업이 가능하게 되었으나 IT 기술 등 선진기술이 필요한 사업에서는 자국 기업을 지키기 위해 합자법인이 필수로 되었다. 1978년에 덩샤오핑의 주도 하에 개혁적인 경제 정책을 실시한 이래 최소 6%를 상회하는 경제 성장률을 보여주고 있다. 중화인민공화국은 값싼 노동력을 이용하여 많은 해외 기업에서부터 공장을 운영할 수 있게 하였기 때문에 ‘세계의 공장’이라고도 불리고 있다. 하지만 늦은 근대화로 인해 선진기술과 설비가 부복하였다. 해외 기업들의 공장들이 중국에서 가동되자 심각한 대기오염 등 여러 문제가 일어나고 있다.
1인당 GDP는 2021년 기준 12,556 $로 180개국들 중 59위를 차지하며 대조적으로 상당히 낮은 성적을 보였고, 전체적인 기준으로 보았을 때에는 중진국 정도의 위치를 차지하고 있다. 또한 중국은 발전이 상당히 차별적으로 이루어져 도심과 농촌의 격차가 매우 큰데, 해안가와 도심이 훨씬 번영한데 반면 농촌은 매우 낙후된 경우가 많다. 최근에는 중진국의 함정에 빠질 가능성도 높아지고 있다. 중진국에서 벗어나려면 첨단 제조업의 수출이 증가해야 하기 때문에 중국제조 2025 등 정책을 실행하고 있지만 전체적으로 첨단 제조업의 해외 수출은 늘지 않고 있으며 앞으로 첨단 제품의 해외 수출도 불투명하다. 외국기업에 의한 투자는 적어지고 있으며 투자가 적어지는 만큼 첨단기술의 탈취는 어려워지고 있다. 또한 그동안 중국 경제를 지탱하던 값싼 노동력도 중소득국이 되면서 점차 사라지고 있기 때문에 내부에선 제조업 쇠퇴가 일어나고 있다. 중국의 2021년 3월 말 외환보유고는 약 3480조원이며 대외순자산은 약 2320조원으로 채무는 1160조원으로 계산되어 막대한 채무증가에 처해 있다. 합자법인을 통한 의도적인 기술유출 등 문제가 일어났지만 중국은 2010년 이후로 미국에 이어 국내총생산이 2위가 되었다. 이후 이러한 합자법인에 의한 기술유출로 인해 미국과의 경제대립이 심해지고 있다. 덩샤오핑에 의한 시장사회주의 경제제도 도입 등의 개혁 개방 이후, 중화인민공화국 경제는 급속히 발전하여 ‘세계의 공장’이라고도 불리고 있다. 1인당 국내 총생산(PPP)은 2021년 기준으로 19,338 $(세계에서 72위, 국제통화기금 자료)로 집계되었다. 중국의 해안 지역도 더 많은 산업화가 진행되는 경향을 보이고 있는 반면, 후배지는 덜 발전되어 있다. 2021년 GDP 16조8629억 달러이다. (2021년 IMF 자료 참조)

## 역사
- 배경: 중화사상의 성장과 몰락
- 1949-1978년: 대약진 운동
- 1978-1990년: 개혁개방
- 1990-2000년: 조대방소(抓大放小) 정책
- 2000-2010년
- 2010년-현재: 정신정치(사고정치)와 지식경제

역사적으로 중국은 1세기부터 19세기까지 2천년 동안 세계 최고의 경제 대국 중 하나였다. 중국은 1700년대 후반까지 전 세계 GDP의 약 4분의 1을 차지했고, 영국에서 산업 혁명이 시작된 1820년에는 전 세계 GDP의 약 3분의 1을 차지했다. 1820년 중국의 GDP는 유럽 최대 경제국인 영국의 6배였으며, 초기 미국 GDP의 거의 20배에 달했다.
중국 내전이 끝나자 경제는 황폐화되었다. 패배한 국민당은 대만으로 도망가면서 중국의 금, 은, 달러 보유고를 포함한 유동 자산을 빼앗았다. 국민당이 패배했을 때 상업은 파괴되었고 국가 화폐는 가치가 없어졌으며 경제는 물물교환에 기반을 두었다.
중화인민공화국은 가장 가난한 나라 중 하나에서 가장 큰 경제 대국 중 하나로 발전하는 속도가 가장 빨랐다. 1949년부터 1978년 중국 경제 개혁까지 경제는 국가 주도로 이루어졌으며 시장 활동은 지하에 남아 있었다. 덩샤오핑 치하에서 경제 개혁이 시작되었다. 이후 중국은 30년 동안 평균 10%의 성장률을 기록하며 세계에서 가장 빠르게 성장하는 주요 경제국이 되었다. 많은 학자들은 중국 경제 모델을 권위주의 자본주의, 국가 자본주의, 당-국가 자본주의의 예로 간주한다.
중국은 수출 관계, 제조업 부문, 저임금 근로자 덕분에 지속적인 성장을 이어왔다. 중국은 2020년 GDP가 2.3% 증가하면서 GDP 성장을 경험한 유일한 세계 주요 경제국이었다. 그러나 2022년에는 코로나19로 인해 수십 년 만에 최악의 경제 성과를 기록했다. 2023년에도 IMF는 중국이 계속해서 가장 빠르게 성장하는 주요 경제국 중 하나가 될 것이라고 예측했다.

## 중국의 부
중국은 2015년 이후 세계 최대 중산층 인구를 보유하고 있으며, 중산층 규모는 2018년까지 4억 명으로 증가했으며, 2027년에는 12억 명에 도달해 세계 전체의 4분의 1을 차지할 것으로 예상된다. 2018년 기준으로 중국은 총 억만장자 수에서 세계 1위, 백만장자 수에서는 2위를 차지했다. 중국 억만장자는 658명, 백만장자는 350만 명이다. 크레디트 스위스(Credit Suisse)의 글로벌 부 보고서에 따르면, 2019년 중국은 미국을 제치고 세계에서 가장 많은 부자를 보유한 국가로 선정되었다. 즉, 2019년 기준으로 1억 명의 중국인이 세계에서 가장 부유한 개인 중 상위 10%, 즉 개인 순자산이 최소 110,000달러 이상인 개인에 속한다. 2020년 중국의 억만장자 수는 미국과 인도를 합친 것보다 많아 세계 1위다. 2021년 3월 현재 중국의 억만장자 수는 1,058명, 부를 합친 금액은 4조5000억 달러에 이른다. 후륀 글로벌 리치 리스트(Hurun Global Rich List) 2021에 따르면, 중국에는 세계 10대 도시 중 6개가 있다(베이징, 상하이, 선전, 홍콩, 항저우, 광저우가 각각 1위, 2위, 4위, 5위, 8위, 9위). 억만장자 수가 가장 많아 다른 나라보다 많다. 2021년 1월 중국에는 85명의 여성 억만장자가 있었는데, 이는 전 세계 억만장자 전체의 2/3에 해당한다.

## 중국의 지역경제
중국의 불평등한 운송 시스템은 천연자원과 인적 자원의 가용성, 산업 인프라의 중요한 차이와 결합되어 중국의 지역 경제에 상당한 변화를 가져왔다.
일반적으로 경제 발전은 내륙 지방보다 해안 지방에서 더 빠르며, 지역 간 1인당 소득 격차도 크다. 가장 부유한 세 지역은 중국 동부의 장강 삼각주이다. 즉, 중국 남부의 주강 삼각주, 그리고 중국 북부의 징진지 지역을 일컫는다. 전체적으로 아시아 지역 경제에 가장 중요한 영향을 미칠 것으로 예상되는 것은 이들 지역의 급속한 발전이며, 중국 정부 정책은 이러한 부유한 지역의 성장 가속화에 대한 장애물을 제거하도록 설계되었다. 옥스포드 이코노믹스(Oxford Economics)의 보고서에 따르면 2035년까지 중국의 4개 도시(상하이, 베이징, 광저우, 선전)가 명목 GDP 기준 세계 10대 도시에 포함될 것으로 예상된다.

### 홍콩, 마카오
일국양제 정책에 따라 영국의 식민지였던 홍콩과 포르투갈의 식민지였던 마카오의 경제는 공식적으로 중국 본토와는 별개의 자본주의 체제를 유지하고 있다.

## 거시경제 동향
다음 표는 1980~2022년의 주요 경제 지표를 보여준다(IMF 직원의 2023~2028년 추정치 포함). 5% 미만의 인플레이션은 녹색으로 표시된다.
| 연도 | GDP (in Bil. US$PPP) | 일인당 GDP (in US$ PPP) | GDP (in Bil. US$nominal) | 일인당 GDP (in US$ nominal) | GDP 성장 (실질) | 인플레이션율 (%) | 실직률 (%) | 정부 부채 (GDP 중 %) |
| ---- | -------------------- | ----------------------- | ------------------------ | --------------------------- | --------------- | ---------------- | ---------- | -------------------- |
| 1980 | 302.8                | 306.7                   | 303.0                    | 307.0                       | 7.9%            | n/a              | 4.9%       | n/a                  |
| 1981 | 348.3                | 348.1                   | 288.7                    | 288.5                       | 5.1%            | 2.5%             | 3.8%       | n/a                  |
| 1982 | 403.1                | 396.6                   | 284.6                    | 280.0                       | 9.0%            | 2.0%             | 3.2%       | n/a                  |
| 1983 | 464.1                | 450.6                   | 305.4                    | 296.5                       | 10.8%           | 2.0%             | 2.3%       | n/a                  |
| 1984 | 554.0                | 530.9                   | 314.2                    | 301.1                       | 15.2%           | 2.7%             | 1.9%       | n/a                  |
| 1985 | 648.7                | 612.8                   | 310.1                    | 293.0                       | 13.5%           | 9.3%             | 1.8%       | n/a                  |
| 1986 | 718.6                | 668.4                   | 300.9                    | 279.9                       | 8.6%            | 6.5%             | 2.0%       | n/a                  |
| 1987 | 822.5                | 752.6                   | 327.7                    | 299.8                       | 11.7%           | 7.3%             | 2.0%       | n/a                  |
| 1988 | 946.9                | 852.9                   | 408.7                    | 368.1                       | 11.2%           | 18.8%            | 2.0%       | n/a                  |
| 1989 | 1,025.4              | 909.8                   | 458.2                    | 406.5                       | 4.2%            | 18.0%            | 2.6%       | n/a                  |
| 1990 | 1,105.1              | 966.6                   | 396.6                    | 346.9                       | 3.9%            | 3.1%             | 2.5%       | n/a                  |
| 1991 | 1,248.7              | 1,078.1                 | 413.2                    | 356.8                       | 9.3%            | 3.4%             | 2.3%       | n/a                  |
| 1992 | 1,459.6              | 1,245.7                 | 492.1                    | 420.0                       | 14.3%           | 6.4%             | 2.3%       | n/a                  |
| 1993 | 1,701.5              | 1,435.7                 | 617.4                    | 521.0                       | 13.9%           | 14.7%            | 2.6%       | n/a                  |
| 1994 | 1,964.3              | 1,639.0                 | 561.7                    | 468.7                       | 13.0%           | 24.1%            | 2.8%       | n/a                  |
| 1995 | 2,225.5              | 1,837.4                 | 731.0                    | 603.5                       | 11.0%           | 17.1%            | 2.9%       | 21.6%                |
| 1996 | 2,491.0              | 2,035.3                 | 860.5                    | 703.1                       | 9.9%            | 8.3%             | 3.0%       | 21.4%                |
| 1997 | 2,768.3              | 2,239.3                 | 958.0                    | 774.9                       | 9.2%            | 2.8%             | 3.1%       | 20.6%                |
| 1998 | 3,019.4              | 2,420.1                 | 1,024.2                  | 820.9                       | 7.9%            | -0.8%            | 3.1%       | 20.7%                |
| 1999 | 3,297.1              | 2,621.2                 | 1,088.3                  | 865.2                       | 7.7%            | -1.4%            | 3.1%       | 21.9%                |
| 2000 | 3,657.5              | 2,885.7                 | 1,205.5                  | 951.2                       | 8.5%            | 0.4%             | 3.1%       | 23.0%                |
| 2001 | 4,051.0              | 3,174.1                 | 1,333.6                  | 1,045.0                     | 8.3%            | 0.7%             | 3.6%       | 24.6%                |
| 2002 | 4,489.1              | 3,494.7                 | 1,465.8                  | 1,141.1                     | 9.1%            | -0.8%            | 4.0%       | 25.9%                |
| 2003 | 5,036.5              | 3,897.4                 | 1,657.0                  | 1,282.2                     | 10.0%           | 1.2%             | 4.3%       | 26.8%                |
| 2004 | 5,694.7              | 4,381.0                 | 1,949.4                  | 1,499.7                     | 10.1%           | 3.9%             | 4.2%       | 26.4%                |
| 2005 | 6,542.3              | 5,003.4                 | 2,290.0                  | 1,751.4                     | 11.4%           | 1.8%             | 4.2%       | 26.3%                |
| 2006 | 7,601.3              | 5,782.8                 | 2,754.1                  | 2,095.2                     | 12.7%           | 1.5%             | 4.1%       | 25.6%                |
| 2007 | 8,918.9              | 6,750.2                 | 3,555.7                  | 2,691.0                     | 14.2%           | 4.8%             | 4.0%       | 29.2%                |
| 2008 | 9,961.9              | 7,501.3                 | 4,577.3                  | 3,446.7                     | 9.6%            | 5.9%             | 4.2%       | 27.2%                |
| 2009 | 10,972.8             | 8,222.4                 | 5,089.0                  | 3,813.4                     | 9.4%            | -0.7%            | 4.3%       | 34.6%                |
| 2010 | 12,283.0             | 9,160.2                 | 6,033.8                  | 4,499.8                     | 10.6%           | 3.3%             | 4.1%       | 33.9%                |
| 2011 | 13,735.7             | 10,180.9                | 7,492.2                  | 5,553.2                     | 9.6%            | 5.4%             | 4.1%       | 33.8%                |
| 2012 | 15,137.5             | 11,136.9                | 8,539.6                  | 6,282.7                     | 7.8%            | 2.6%             | 4.1%       | 34.4%                |
| 2013 | 16,277.4             | 11,905.1                | 9,624.9                  | 7,039.6                     | 7.8%            | 2.6%             | 4.1%       | 37.0%                |
| 2014 | 17,200.7             | 12,496.3                | 10,524.2                 | 7,645.9                     | 7.4%            | 2.0%             | 4.1%       | 40.0%                |
| 2015 | 17,880.3             | 12,926.2                | 11,113.5                 | 8,034.3                     | 7.0%            | 1.4%             | 4.1%       | 41.5%                |
| 2016 | 18,701.7             | 13,432.0                | 11,226.9                 | 8,063.4                     | 6.9%            | 2.0%             | 4.0%       | 50.7%                |
| 2017 | 19,814.1             | 14,151.8                | 12,265.3                 | 8,760.3                     | 6.9%            | 1.6%             | 3.9%       | 55.0%                |
| 2018 | 21,660.2             | 15,412.0                | 13,841.8                 | 9,848.9                     | 6.8%            | 2.1%             | 3.8%       | 56.7%                |
| 2019 | 23,360.8             | 16,567.0                | 14,340.6                 | 10,170.1                    | 6.0%            | 2.9%             | 3.6%       | 60.4%                |
| 2020 | 24,196.3             | 17,134.7                | 14,862.6                 | 10,525.0                    | 2.2%            | 2.4%             | 4.2%       | 70.1%                |
| 2021 | 27,419.5             | 19,410.6                | 17,759.3                 | 12,572.1                    | 8.5%            | 0.9%             | 4.0%       | 71.8%                |
| 2022 | 30,217.0             | 21,392.0                | 18,100.0                 | 12,813.7                    | 3.0%            | 1.9%             | 4.2%       | 77.1%                |
| 2023 | 33,015.0             | 23,382.4                | 19,373.6                 | 13,721.1                    | 5.2%            | 2.0%             | 4.1%       | 82.4%                |
| 2024 | 35,258.6             | 24,991.1                | 20,881.4                 | 14,800.6                    | 4.5%            | 2.2%             | 3.9%       | 87.2%                |
| 2025 | 37,394.5             | 26,536.2                | 22,407.7                 | 15,901.1                    | 4.1%            | 2.2%             | 3.8%       | 92.0%                |
| 2026 | 39,598.5             | 28,144.0                | 24,035.8                 | 17,082.9                    | 4.0%            | 2.2%             | 3.7%       | 96.4%                |
| 2027 | 41,777.4             | 29,749.6                | 25,722.4                 | 18,316.9                    | 3.6%            | 2.2%             | 3.6%       | 100.8%               |
| 2028 | 44,027.8             | 31,424.4                | 27,492.8                 | 19,622.7                    | 3.4%            | 2.2%             | 3.5%       | 104.9%               |

### 인플레이션

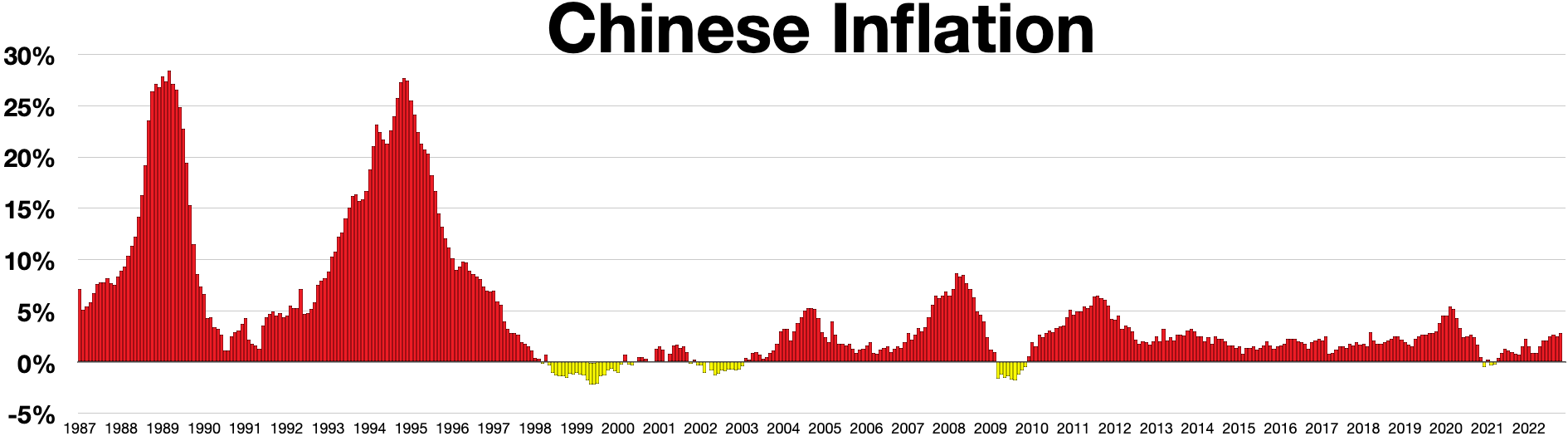
중국의 인플레이션 (1987~2022년)

2007~2008년 겨울 동안 인플레이션은 연간 약 7%를 기록했고, 2008년 3월 발표된 2008년 2월 통계에서는 8.7%까지 상승했다.
주정부가 정한 저렴한 가격으로 연료를 생산하는 정유소의 거부로 인해 2007년 가을에 휘발유 및 디젤 연료 부족 현상이 발생했다. 이 가격은 2007년 11월 연료가 갤런당 2.65달러에 판매되면서 약간 인상되었지만 여전히 세계 가격보다 약간 낮다. 가격 통제는 수많은 기본 제품과 서비스에 적용되었지만 식품 가격에는 효과가 없었다. 2007년 11월 식품 가격은 연율 18.2% 상승했다. 인플레이션 문제는 중국 정부 최고위층의 우려를 불러일으켰다. 2008년 1월 9일, 정부는 공식 웹사이트에 다음과 같은 성명을 발표했다. "중국 정부는 수요일에 시장 가격을 안정화하기 위한 추가 조치를 취하고 사재기나 사기를 통해 가격을 인상한 사람들에 대한 처벌의 심각성을 높이기로 결정했다."
돼지고기는 1인당 하루 90g을 소비하는 중국 경제에서 중요한 부분을 차지한다. 옥수수에서 에탄올 생산 증가로 인한 전세계 동물 사료 가격 상승으로 인해 2007년 중국 돼지고기 가격이 급등했다. 생산 비용 증가는 급격한 임금 상승으로 인한 수요 증가와 나쁜 상호 작용을 했다. 주정부는 학생과 도시 빈곤층을 위해 돼지고기 가격을 보조하고 생산량을 늘릴 것을 요구했다. 국가의 전략적 돼지고기 비축지역에서 돼지고기를 방출하는 것이 고려되었다.
2008년 1월까지 인플레이션율은 7.1%까지 올랐는데, BBC 뉴스는 그 달의 겨울 폭풍으로 인해 1997년 이후 가장 높은 인플레이션율이라고 설명했다. 중국 정부는 2008년 3월 11일 극심한 겨울 폭풍이 경제를 혼란에 빠뜨리고 식량 부족을 악화시킨 후 2008년 2월 중국의 인플레이션율이 8.7%로 10년 만에 최고치를 기록했다고 밝혔다. 그러나 여름과 가을 내내 인플레이션은 2008년 10월 다시 최저 수준인 6.6%로 떨어졌다.
2010년 11월까지 인플레이션율은 전년 대비 11.7%의 식품 가격 인상으로 인해 5.1%까지 상승했다. 산업생산은 13.3% 증가했다. 공급이 부족해지면서 연료와 기타 원자재 가격이 상승했다.

### 투자순환
중국 투자는 항상 매우 순환적이었다. 1958년 대약진 이후 고정자본 형성의 성장은 일반적으로 약 5년마다 정점에 도달했다. 정점은 1978년, 1984년, 1988년, 1993년, 2003년, 2009년에 발생했다. 해당 최저점은 1981년, 1986년, 1989년, 1997년, 2005년에 있었다.
중국에서는 대부분의 투자가 적어도 부분적으로 국유 소유인 기업에 의해 수행된다. 이들 대부분은 지방정부의 통제를 받고 있다. 따라서 호황은 주로 지방정부 차원의 잘못된 인센티브의 결과이다. 자유 기업 경제의 기업가와는 달리, 중국 지방 공무원은 주로 정치적 고려에 의해 동기를 부여받는다. 이들의 성과 평가는 대부분 해당 관할권 내 GDP 성장을 기반으로 하기 때문에 대규모 투자 프로젝트를 촉진하려는 강력한 인센티브를 가지고 있다.
전형적인 사이클은 중앙정부의 신용과 산업정책의 완화로 시작된다. 이를 통해 지방정부는 자신이 직접 통제하는 국가 기관을 통해, 그리고 관할권 밖의 민간 투자자와 기업에 투자 촉진 인센티브를 제공함으로써 공격적으로 투자를 추진할 수 있다. 이에 따른 호황은 가격 상승 압력을 가하고 석탄, 전력 등 주요 투입재의 부족을 초래할 수도 있다(2003년의 경우처럼). 인플레이션이 사회 안정을 위협하기 시작하는 수준으로 상승하면 중앙 정부는 산업 및 신용 정책 집행을 강화하여 개입하게 된다. 필수 승인 없이 진행된 프로젝트는 중단된다. 특정 유형의 투자자에 대한 은행 대출은 제한된다. 그러면 신용이 부족해지고 투자 성장이 감소하기 시작한다.

## 거시경제적 문제

### 환경변화
수년에 걸쳐 특정 상품의 가격 구조에 대규모 보조금이 적용되었고 이러한 보조금은 1970년대 후반과 1980년대에 크게 증가했다.
2010년까지 급격한 임금 상승과 전반적인 생활 수준 향상으로 인해 에너지 사용이 증가하면서 지구 온난화를 통제하기 위해 탄소 배출을 줄여야 하는 필요성이 충돌하게 되었다. 에너지 효율을 높이고 재생 가능한 자원의 사용을 늘리기 위한 노력이 부단히 이루어졌다. 1,000개가 넘는 비효율적인 발전소가 폐쇄되었지만, 화석 연료 연소로 인한 탄소 배출량이 계속해서 극적으로 증가할 것으로 예상된다. 2010년대 후반부터 국가 지원 보조금이 삭감되면서 여러 중국 기업에 부정적인 영향을 미쳤고, 비야디 자동차도 그 중 하나였다.
역사적 누적 배출량의 가장 큰 원천은 아니지만, 오늘날 중국은 전 세계 온실가스 배출량의 1/4을 차지하고 있다. 1인당 기준으로 중국의 2019년 배출량(연간 9톤 CO2 환산)은 유럽 연합(7.6tCO2e)을 능가하지만 경제협력개발기구(OECD) 평균(10.7tCO2e)보다 약간 낮은 수준이다. 미국 평균(17.6tCO2e)보다 훨씬 낮다. 그러나 중국 GDP의 탄소 집약도(생산 단위를 생성하는 데 사용된 탄소의 양)는 여전히 상대적으로 높다. 중국의 환경 오염으로 인한 장기적인 사회 경제적 비용을 피하기 위해 그랜섬(Grantham) 기후 변화 및 환경 연구소의 니콜라스 스턴(Nicholas Stern)과 퍼거스 그린(Fergus Green)은 중국 경제가 저탄소와 함께 보다 발전된 산업 발전으로 전환되어야 한다고 이야기했다. 중국 중공업의 영향을 줄이기 위해 이산화 탄소 배출과 지속 가능한 경제 성장을 위한 혁신 및 R&D에 대한 국가 자원의 더 나은 할당을 목표로 한다. 이는 중앙정부의 계획 목표와 일치한다. 중국 지도자이자 중국 공산당(CCP) 총서기 시진핑의 중국몽은 '200년', 즉 2021년까지 중국을 '샤오캉 사회'로 만드는 물질적 목표와 인민공화국 건국 100주년이 되는 2049년까지 선진국이 될 것이다라는 중국의 현대화 목표를 전면적으로 달성하는 것으로 묘사된다.

### 국가 부채
2022년 중국의 총 정부 부채는 약 94조 위안(미화 14조 달러)으로 GDP의 약 77.1%에 해당한다. 2014년에 많은 분석가들은 중국 정부 부채의 전반적인 규모에 대해 우려를 표명했다. 2014년 말 국제통화기금(IMF)은 중국의 GDP 대비 일반정부 총부채 비율이 41.44%라고 보고했다. 2015년 국제통화기금(IMF)의 보고서는 중국의 공공부채가 상대적으로 낮으며 "대규모 은행의 자본 확충이나 금융 위기 등 우발 부채 충격이 있는 시나리오를 제외한 모든 표준 스트레스 테스트에서 안정적인 경로에 있다"고 결론지었다. 예를 들어 디레버리징으로 인한 NPL 증가 가능성에 대처하기 위한 시스템 구제금융이다.
중국 당국은 “아직 정부 부채를 늘릴 여지가 있다”며 분석가들의 우려를 일축했다. 2016년 초 벤 버냉키 전 연준 의장은 "대부분의 차입금이 현지 통화로 발행되었다는 점을 고려할 때 중국이 직면하고 있는 부채 더미는 '내부' 문제이다. 많은 경제학자들이 버냉키와 동일한 견해를 표명했다. OECD의 2019년 조사에 따르면 중국의 기업 부채는 다른 주요 국가보다 높은 것으로 나타났다.
중국에서 '섀도우 뱅킹'이 등장해 금융 시스템에 위험을 초래하고 있다.

### 규제 환경 및 정부 수입
중국 경제는 급속도로 성장했지만 규제 환경은 이를 따라가지 못했다. 덩샤오핑의 개방 시장 개혁 이후, 새로운 기업의 성장은 정부의 규제 능력을 능가했다. 이로 인해 경쟁이 심화되고 감독이 부실한 기업이 종종 소비자 안전을 희생하면서 이윤을 늘리기 위해 과감한 조치를 취하는 상황이 발생했다. 이 문제는 2007년에 미국이 문제가 있는 중국 수출품에 대해 여러 가지 제한을 가하면서 더욱 두드러졌다.

## 분야
포춘 글로벌에 따르면 세계 500대 기업 중 145개가 중국에 본사를 두고 있다. 2022년 기준 중국에는 포브스 글로벌 2000 수익 기준으로 351개의 최대 상장 기업이 있으며, 이는 전 세계 2위를 차지한다. 또한 중국에는 200개 이상의 비상장 기술 스타트업(기술 유니콘)이 있으며, 각각의 가치는 10억 달러가 넘으며 이는 세계에서 가장 높은 수치이다.

### 농업
중국은 세계 최대의 농산물 생산국이자 소비국이다. 약 3억 명의 중국 농장 노동자가 이 산업에 종사하고 있으며 대부분 미국 농장 규모의 토지에서 일하고 있다. 거의 모든 경작지가 식량작물 재배에 사용된다. 중국은 세계 최대의 쌀 생산국이며 밀, 옥수수(옥수수), 담배, 대두, 감자, 수수, 땅콩, 차, 기장, 보리, 지방 종자, 돼지고기 및 생선의 주요 공급원 중 하나이다. 면화, 기타 섬유, 유지종자를 포함한 주요 비식용 작물은 중국 대외 무역 수입의 일부를 제공한다. 야채와 과일, 생선과 조개류, 곡물과 육류 제품과 같은 농산물 수출품이 홍콩으로 수출된다. 집약적인 재배로 인해 수확량이 높다. 예를 들어 중국의 농경지 면적은 미국 전체의 75%에 불과하지만 중국은 여전히 미국보다 약 30% 더 많은 농작물과 가축을 생산한다. 중국은 향상된 식물 재고, 비료 및 기술을 통해 농업 생산량을 더욱 늘리기를 희망한다.
2005년 정부통계에 따르면, 2000년 농작물 수확량이 감소한 이후 매년 생산량이 증가하고 있다.
유엔 세계식량계획(WFP)에 따르면 2022년 중국은 전 세계 경작지의 7%에 불과해 세계 인구의 18%를 먹여살렸다.
축산은 농업 생산에서 두 번째로 중요한 구성 요소이다. 중국은 세계 최대의 돼지, 닭, 계란 생산국이며, 상당한 규모의 양과 소 떼도 보유하고 있다. 1970년대 중반부터 가축생산량 증대에 더욱 중점을 두게 되었다. 중국은 해양 및 담수어업과 양식업에 있어 오랜 전통을 갖고 있다. 연못 양식은 항상 중요했으며 남획으로 위협받는 해안 및 내륙 어업을 보완하고 새우와 같은 귀중한 수출 상품을 제공하기 위해 점점 더 강조되고 있다. 중국은 또한 200,000~800,000척의 보트를 보유한 어업 함대의 규모와 범위에서 타의 추종을 불허하며 일부는 아르헨티나까지 멀리 떨어져 있다. 주로 정부 보조금에 힘입어 성장과 활동이 거의 억제되지 않았다.
홍수, 가뭄, 침식과 같은 환경 문제는 전국 여러 지역에서 농업에 심각한 위협을 가하고 있다. 산림의 대량 파괴는 부적절하다는 것이 입증된 활발한 재조림 프로그램으로 대체되었으며 산림 자원은 여전히 매우 부족하다. 주요 산림은 진산맥과 중앙 산지, 윈난-구이저우 고원에서 발견된다. 접근이 불가능하기 때문에 친링 산림은 광범위하게 경작되지 않으며, 국가 목재의 대부분은 헤이룽장성, 지린성, 쓰촨성, 윈난성에서 나온다.
티베트, 신장, 칭하이로 구성된 중국 서부 지역은 화훼 재배와 가축 사육 지역을 제외하면 농업적 중요성이 거의 없다. 중국의 가장 중요한 작물인 쌀은 남부 지방에서 주로 생산되며 이곳의 많은 농장에서는 1년에 두 번의 수확을 거두고 있다. 북부에서는 밀이 가장 중요하며, 중국 중부에서는 밀과 쌀이 상위권을 놓고 경쟁한다. 기장과 고량(수수의 변종)은 주로 북동부와 일부 중부 지방에서 재배되며, 일부 북부 지역과 함께 상당한 양의 보리도 생산된다. 대부분의 콩 작물은 북부와 북동부에서 생산된다. 옥수수(옥수수)는 중부와 북부에서 재배되는 반면, 차는 주로 남부의 따뜻하고 습한 구릉지에서 생산된다. 목화는 중앙 지방에서 광범위하게 재배되지만 남동부와 북부에서는 그 비율이 적다. 담배는 남부의 중앙부와 일부 지역에서 생산된다. 다른 중요한 작물로는 감자, 사탕무, 유지종자가 있다.
지난 10년 동안 정부는 수확량을 늘리고 도시로 이주한 농촌 노동자의 손실을 보상하기 위해 농업 기계화와 토지 정리를 장려해 왔다. UN식량농업기구의 통계에 따르면 중국의 농업 기계화 연간 성장률은 6.4%이다. 2014년까지 통합 기계화 비율은 거의 60%로 증가했으며, 밀의 비율은 90%를 초과하고 옥수수의 비율은 80%에 근접했다. 트랙터와 같은 표준 농업 장비 외에도 중국 농업 협동조합은 작물에 살충제를 살포하는 데 사용되는 무인 항공기를 포함한 첨단 장비를 사용하기 시작했다. 수자원 보존 증진에 좋은 진전이 있었고, 경작지의 약 절반이 관개되고 있다.
1970년대 후반과 1980년대 초반에 경제개혁이 이루어졌다. 우선, 이는 농업노동을 가사책임제로 전환하고 집단농업을 단계적으로 폐지하면서 시작되었다. 나중에 이는 가격 통제의 점진적인 자유화를 포함하도록 확대되었다. 국영 기업의 대규모 민영화를 통해 서비스 및 경공업 부문에서 다양한 민간 기업을 허용한다.

### 주택 및 건설
부동산 산업은 중국 경제의 약 20%를 차지한다. 2023년 기준으로 중국 가계자산의 60%가 부동산이다. 또한 2023년 기준으로 중국은 세계에서 주택 소유율이 가장 높다. 도시 가구의 90%가 집을 소유하고 있다.
다른 국가에 비해 국내 통화 통제로 인해 주식 시장 및 기타 자산에 대한 투자가 더 어렵다. 그 결과, 많은 중국 시민들이 여러 부동산을 소유하고 있는데, 이는 상대적으로 쉽게 부를 늘리고 보존할 수 있는 몇 안 되는 방법 중 하나이기 때문이다. 이로 인해 많은 경제학자들은 중국 경제 내 부동산 거품에 대해 추측해 왔다. 2020년 7월 16일, 월스트리트 저널은 중국 경제 내 주택 시장이 미화 52조 달러로 성장하여 금융위기 이전인 2008년 미국 주택 시장을 넘어섰다고 보고했다.
주택 버블 가능성에도 불구하고 많은 사람들은 여전히 부동산 시장에 자산을 투자하고 있다. 2021년 12월 19일 맥킨지 글로벌 연구소(McKinsey Global Institute)의 보고서에 따르면, 뜨거운 부동산 시장이 부동산 가치를 끌어올리면서 중국의 순자산은 2020년에 120조 달러에 달해 미국의 89조 달러를 앞질렀다.

### 에너지 및 광물자원
중국은 약 23조 달러 상당의 천연자원을 보유하고 있으며, 그 중 90%가 석탄과 희토류 금속이다. 1980년 이후 중국의 에너지 생산량은 국내 소비에 할당된 비율과 마찬가지로 극적으로 증가했다. 전체 전력의 약 80%는 화력발전소에서 화석연료로 생산되며, 수력발전소에서는 약 17%가 생산된다. 주로 광동성과 저장성에 위치한 발전소에서 나오는 원자력 에너지는 약 2%에 불과하다. 중국은 전반적으로 풍부한 에너지 잠재력을 갖고 있지만 대부분은 아직 개발되지 않았다. 또한, 에너지의 지리적 분포로 인해 이러한 자원의 대부분은 주요 산업 사용자로부터 상대적으로 멀리 떨어져 있다. 북동쪽에는 석탄과 석유가 풍부하고, 중국 북부 중부에는 석탄이 풍부하며, 남서쪽에는 막대한 수력 발전 잠재력이 있다. 그러나 광저우 주변의 산업화된 지역과 상하이 주변의 장강 하류 지역은 에너지가 너무 적고, 북동부 남부를 제외한 주요 에너지 자원 지역 근처에 위치한 중공업은 상대적으로 적다.
환경에 대한 우려로 인해 중국은 현재 중국 에너지의 70~75%를 차지하는 석탄에 대한 과도한 의존에서 석유, 천연가스, 재생에너지 및 원자력에 대한 의존도를 높이는 방향으로 중국의 에너지 믹스를 전환하기를 원했다. 중국은 과잉 생산을 줄이기 위해 지난 5~10년 동안 수천 개의 탄광을 폐쇄했다. 중국 통계에 따르면 이로 인해 석탄 생산량이 25% 이상 감소했다.
1993년 이후 중국은 석유 순수입국이었으며, 그 중 상당 부분이 중동에서 생산되었다. 수입 석유는 중국 가공 원유의 20%를 차지한다. 순 수입량은 2010년까지 일일 350만 배럴(560,000m3)로 증가할 것으로 예상된다. 중국은 석유 수입원을 다각화하는 데 관심이 있고 전 세계 유전에 투자해 왔다. 중국은 중앙아시아로부터 석유 수입을 개발하고 있으며 카자흐스탄 유전에 투자했다. 중국은 또한 현재 중국 총 에너지 소비의 3%에 불과한 천연가스 생산량을 늘릴 계획이며, 제10차 5개년 계획(2001~2005)에 천연가스 전략을 포함시켰다. 전체 에너지 생산량의 2%를 2005년까지 4%로 늘린다(가스는 미국 에너지 생산량의 25%를 차지한다). 분석가들은 중국의 천연가스 소비가 2010년까지 두 배 이상 증가할 것으로 예상하고 있다.
2000년대 초반부터 중국의 청정에너지 부문은 급속도로 발전했다. 이러한 성장으로 인해 재생에너지는 중국이 다른 개발도상국에 청정에너지 기술을 이전하는 주요 원천인 남남협력을 포함하여 중국의 국제 협력에서 중요한 역할을 할 수 있게 되었다.
2005년에 발표되고 2006년 3월 전국인민대표대회에서 승인된 제11차 5개년 프로그램(2006~2010)에서는 재생 가능한 에너지원의 개발과 환경 보호에 대한 관심 증가를 포함한 더 큰 에너지 보존 조치를 요구했다. 가이드라인에서는 2010년까지 GDP 단위당 에너지 소비량을 20% 줄일 것을 요구하고 있다. 석탄에서 벗어나 석유, 천연가스, 재생 에너지, 원자력 등 청정 에너지원으로 전환하는 것은 중국 개발 프로그램의 중요한 구성 요소이다. 베이징은 또한 계속해서 에너지 효율성을 개선하고 청정 석탄 기술의 사용을 장려할 계획이다. 중국은 풍부한 수력자원을 보유하고 있다. 예를 들어, 삼협댐은 완전히 가동되면 총 용량이 18기가와트에 달할 것이다(2009년 예상). 또한, 원자력이 생산하는 전력의 비중은 2000년 1%에서 2030년 5%로 증가할 것으로 예상된다. 2006년 발효된 중국의 재생에너지법은 전체 에너지의 10%를 재생에너지에서 조달하도록 규정하고 있다.
2021년 기준 중국은 수십년 만에 최악의 에너지 위기에 직면해 있다. 가디언은 "산업 중심지에 있는 기업들은 소비를 제한하라는 지시를 받았으며 주민들은 계속 정전을 당했으며 연례 조명 쇼가 취소됐다"고 보도했다.

#### 광업
오래된 광산 및 광석 처리 기술이 현대 기술로 대체되고 있지만 중국의 급속한 산업화로 인해 해외에서 광물을 수입해야 한다. 특히 2000년대 초반 철강 생산량이 국내 철광석 생산량을 앞지르면서 호주와 미국산 철광석 수입량이 급증했다. 중국은 특히 콩고민주공화국과 가봉과 같은 국가에서 경제 성장에 필요한 매장량을 채굴하기 위해 여러 아프리카 국가에서 점점 더 적극적으로 활동하고 있다.
2004년 주요 생산 분야는 석탄(약 20억 톤), 철광석(3억 1천만 톤), 원유(1억 7,500만 톤), 천연가스(4,100만 입방미터), 안티몬 광석(110,000톤), 주석 정광 등이었다. (110,000톤), 니켈광석(64,000톤), 텅스텐정광(67,000톤), 정제염(3,700만톤), 바나듐(40,000톤), 몰리브덴광석(29,000톤)이다. 생산된 광물은 규모 순으로 보크사이트, 석고, 중정석, 마그네사이트, 활석 및 관련 광물, 망간 광석, 형석, 아연 순이었다. 또한, 중국은 2004년에 은 2,450톤과 금 215톤을 생산했다. 2002년 광업 부문은 전체 고용의 0.9% 미만을 차지했지만 전체 산업 생산의 약 5.3%를 생산했다.
2019년에 이 나라는 세계 최대의 금 생산국，세계 3위의 구리 생산국, 세계 3위의 은 생산자, 세계 최대의 유황 생산국, 세계 최대의 인산염 생산국, 세계 최대의 몰리브덴 생산업체, 세계 최대의 납 생산국, 세계 최대의 아연 생산자, 세계 최대의 바나듐 생산국, 세계 최대의 주석 생산자, 세계 최대의 티타늄 생산업체, 세계 최대의 안티몬 생산국, 세계 2위의 보크사이트 생산자, 세계 3위의 철광석 생산자, 세계 6위의 망간 생산국, 세계 7위의 니켈 생산국, 세계 10위의 코발트 생산국, 세계 최대의 소금 생산국일 뿐만 아니라 2018년 기준으로 세계 8위의 우라늄 생산국이었다. 또한 세계 최대의 옥 생산국이자 토파즈, 전기석, 페리도트 및 다이아몬드의 세계 최대 생산국 중 하나이다. 2019년 말까지 중국에서는 에너지 물질 13종, 금속 59종, 비금속 광물 95종, 물과 가스 6종 등 총 173종의 광물이 발견됐다. 2019년에 새로 발견된 석유의 지질학적 매장량은 11억 2천만 톤이었으며, 이 중 기술적으로 회수 가능한 매장량이 입증된 것은 1억 6천만 톤이다. 새로 발견된 셰일가스의 지질학적 매장량은 7,644억 2천만 입방미터이며, 그 중 확인 매장량은 1,838억 4천만 입방미터이다.

#### 수력 자원
중국은 상당한 하천망과 산악 지형으로 인해 수력 발전 잠재력이 풍부하다. 전체 수력발전 용량의 대부분은 석탄 공급은 열악하지만 에너지 수요는 빠르게 증가하는 남서부에 위치해 있다. 북동쪽의 잠재력은 상당히 작지만 일본이 만주를 점령하는 동안 최초의 수력 발전소가 건설된 곳이 바로 그곳이다.
240억 달러의 비용으로 13년에 걸쳐 건설된 양쯔강 건너편의 거대한 삼협댐은 2006년에 본질적으로 완공되었으며 2018년에는 100TWh 이상의 에너지를 생산했다.

#### 석탄
중국은 광물 자원이 풍부하며 그 중 가장 중요한 것은 석탄이다. 중국의 광물 자원에는 석탄과 철광석이 대량 매장되어 있으며 거의 모든 산업 광물을 풍부하게 공급할 수 있다. 석탄 매장지는 널리 분산되어 있지만(모든 지방에서 일부 석탄이 발견됨) 전체 매장량의 대부분은 북부 지역에 위치하고 있다. 실제로 산시성에는 전체 인구의 약 절반이 포함된 것으로 추정된다. 다른 중요한 석탄 보유 지역으로는 헤이룽장성, 랴오닝성, 지린성, 허베이성, 산둥성 등이 있다. 이들 북부 지역을 제외하고 쓰촨성에는 상당량의 석탄이 매장되어 있으며, 광둥성, 광시성, 윈난성, 구이저우성에는 중요한 일부 매장지가 있다. 국가 매장량의 대부분은 좋은 역청탄으로 구성되어 있지만 갈탄 매장지도 많다. 무연탄은 여러 곳(특히 요녕성, 구이저우성, 허난성)에 존재하지만 전체적으로는 그다지 중요하지 않다.
석탄 공급을 보다 균등하게 분배하고 부족한 운송 네트워크에 대한 부담을 줄이기 위해 당국은 전국에 걸쳐 현지에서 운영되는 소규모 광산을 다수 개발할 것을 촉구했다. 이 캠페인은 1960년대 이후 적극적으로 추진되었으며, 그 결과 수천 개의 작은 구덩이가 설립되었고, 그곳에서 전국 석탄의 절반 이상이 생산되었다. 그러나 이 결과물은 일반적으로 비용이 많이 들고 지역 소비에 사용된다. 또한 규제되지 않은 광산에서는 안전 조치가 덜 엄격하게 시행되어 매년 수천 명의 사망자가 발생하고 있다.
석탄은 중국 에너지 소비의 대부분을 차지하며(2005년 70%, 2021년 55%), 중국은 세계 최대의 석탄 생산국이자 소비국이다. 중국 경제가 지속적으로 성장함에 따라 중국의 석탄 수요도 크게 증가할 것으로 예상된다. 중국의 전체 에너지 소비에서 석탄이 차지하는 비중은 줄어들겠지만 절대적인 측면에서 석탄 소비는 계속 증가할 것을 보인다. 중국이 전력원으로 석탄에 대한 의존도가 지속적으로 증가함에 따라 중국은 산성비를 유발하는 이산화황과 온실가스(이산화탄소 포함)를 세계 최대 배출국으로 만드는 데 크게 기여했다.
2015년 현재 석탄 가격 하락으로 인해 북동부 탄광에서 정리해고가 발생했다.

#### 석유 및 천연가스
중국의 육상 석유 자원은 대부분 북동부와 신장, 간쑤, 칭하이, 쓰촨, 산둥, 허난성에 위치하고 있다. 오일 셰일은 여러 곳에서 발견되며, 특히 광동성뿐만 아니라 석탄 매장지 위에 매장량이 있는 랴오닝성 푸순 지역에서도 발견된다. 남중국해 주강 하구, 칭하이성 카이담 분지, 신장 타림 분지에서 고품질의 경유가 발견되었다. 국가는 석유 생산량의 대부분을 소비하지만 일부 원유 및 석유 제품을 수출한다. 중국은 남중국해와 동중국해, 황해, 통킹만, 발해해 등에서 석유 매장지를 탐사하고 개발해 왔다.
2013년 중국의 경제 성장 속도는 국내 석유 생산 능력을 초과했고, 한 해 중반에 홍수로 인해 국가 유전이 피해를 입었다. 이에 중국은 공급 감소를 메우기 위해 석유를 수입해 2013년 9월 미국을 제치고 세계 최대 석유 수입국이 됐다.
천연가스 탐사가 상대적으로 적기 때문에 중국 천연가스 매장량의 전체 규모는 알려져 있지 않다. 쓰촨성은 알려진 천연가스 매장량과 생산량의 거의 절반을 차지한다. 나머지 중국 천연가스의 대부분은 동북지방의 주요 유전, 특히 다칭(Daqing) 유전에서 생산되는 수반가스이다. 다른 가스 매장지는 카이담 분지, 허베이, 장수, 상하이, 저장 및 하이난섬 남서쪽 앞바다에서 발견되었다. 경제학자 메테 페리둔(Mete Feridun, 그리니치 대학)과 압둘 잘릴(Abdul Jalil, 중국 우한 대학)이 2011년 에너지경제학(Energy Economics)에 발표한 논문에 따르면, 중국의 금융 발전은 환경 오염을 대가로 이루어지지 않았다. 저자들은 탄소 배출이 주로 소득, 에너지 소비 및 무역 개방성에 의해 결정된다고 결론을 내렸고, 그들의 연구 결과는 중국의 경우 환경 쿠즈네츠 곡선의 존재를 확인시켜주었다.

#### 금속 및 비금속
철광석 매장량은 하이난을 포함한 대부분의 지역에서 발견된다. 간쑤성, 구이저우성, 쓰촨성 남부, 광둥성에는 풍부한 매장량이 있다. 가장 큰 광산 매장량은 양쯔강 북쪽에 위치하며 인근 철강 기업에 공급된다. 니켈, 크롬, 코발트를 제외하고 중국은 합금철과 망간을 잘 공급하고 있다. 텅스텐 매장량도 상당히 많은 것으로 알려져 있다. 구리 자원은 적당하며, 고품질 광석은 소수의 매장층에만 존재한다. 닝샤에서 발견이 보고되었다. 납과 아연이 이용 가능하며 보크사이트 자원이 풍부한 것으로 생각된다. 중국의 안티몬 매장량은 세계 최대다. 주석 자원이 풍부하고 금 매장량이 상당히 풍부하다. 중국은 세계 5위의 금 생산국이며, 21세기 초에는 첨단 기술 산업에 필요한 희귀 금속의 중요한 생산국이자 수출국이 되었다.
중국은 또한 상당히 광범위한 비금속 광물을 생산한다. 이들 중 가장 중요한 것 중 하나는 소금인데, 이는 장쑤성, 허베이성, 산둥성, 랴오닝성의 해안 증발지와 쓰촨성, 닝샤, 카이담 분지의 광범위한 염전에서 추출된다. 장시, 광시, 윈난, 후베이 등 여러 지역에 중요한 인광석 매장지가 있다. 매년 생산이 가속화되고 있다. 2013년 기준 중국은 연간 97,000,000톤의 인광석을 생산하고 있다. 황철석은 여러 곳에서 발생한다. 랴오닝, 허베이, 산둥, 산시에는 가장 중요한 매장지가 있다. 중국은 또한 형석, 석고, 석면의 대규모 자원을 보유하고 있으며 세계 최대의 매장량과 시멘트, 클링커 및 석회석 생산량을 보유하고 있다.

### 산업 및 제조
2022년 기준으로 산업은 중국 GDP의 39.9%를 차지한다. 2011년부터 2013년까지 중국은 미국이 20세기 전체에 소비한 것보다 더 많은 시멘트를 사용했다. 2021년 중국은 세계 전체 제조업 생산량의 30.3%를 차지해 세계 1위를 차지했다. 글로벌 인사이트의 조사에 따르면 2010년 중국은 세계 제조업 생산량의 19.8%를 차지했으며 미국이 약 110년 동안 그 자리를 차지한 이후 그해 세계 최대 제조업체가 되었다.
2012년 11월, 중국 국무원은 모든 주요 산업 프로젝트에 대해 "사회적 위험 평가"를 의무화했다. 이 요구 사항은 계획된 프로젝트 또는 확장을 위해 일부 지역에서 대규모 대중 항의가 발생한 이후에 발생했다.
주요 산업에는 광업 및 광석 가공이 포함된다. 철과 강철; 알류미늄; 석탄; 기계; 군비; 직물 및 의류; 석유; 시멘트; 화학적인; 비료; 식품 가공; 철도 차량 및 기관차, 선박 및 항공기를 포함한 자동차 및 기타 운송 장비; 신발, 장난감, 전자제품을 포함한 소비재; 통신 및 정보 기술.
인민공화국 건국 이후 산업 발전에 상당한 관심이 집중되었다. 2011년 기준 중국 국내 생산량의 46%가 계속해서 투자에 투입되었다. 다른 어떤 나라보다 훨씬 높은 비율이다. 다양한 산업 부문 중에서 기계 제작 및 금속 산업이 가장 높은 우선순위를 받았다. 현재 이 두 분야만으로도 전체 산업 생산량의 약 20~30%를 차지한다. 그러나 대부분의 다른 산업 분야와 마찬가지로 이들 분야에서도 다양성, 정교함, 품질의 향상보다는 총 생산량의 증가를 보상하는 시스템 때문에 혁신이 일반적으로 어려움을 겪었다. 따라서 중국은 여전히 상당량의 특수강을 수입하고 있다. 전체 산업 생산량은 연평균 10% 이상의 속도로 성장해 경제성장과 현대화 수준에서 다른 모든 부문을 능가했다.
화학산업 발전의 주된 초점은 화학비료, 플라스틱, 합성섬유의 생산량을 확대하는 것이다. 이 산업의 성장으로 중국은 세계 최고의 질소비료 생산국 중 하나로 자리매김했다. 소비재 부문에서는 중국 수출의 중요한 부분을 차지하는 섬유와 의류에 중점을 두고 있다. 합성섬유로 구성되는 비율이 빠르게 증가하고 있는 섬유 제조는 총 산업 생산량의 약 10%를 차지하고 계속해서 중요하지만 이전보다 그 비중은 적다. 산업은 전국에 분산되어 있는 경향이 있지만 상하이, 광저우, 하얼빈을 비롯한 중요한 섬유 중심지가 많이 있다. 중국에는 소비 문화가 성장하고 있다.

## 국유기업
중국의 국유기업은 국가에 이익이 되는 중요한 기능을 수행한다. 학자 웬디 루터트(Wendy Leutert)는 "그들은 배당금과 세금을 통해 중앙 및 지방 정부 수입에 기여하고, 도시 고용을 지원하고, 주요 투입 가격을 낮게 유지하고, 대상 산업 및 기술에 자본을 전달하고, 가난한 내륙 및 서부 지방에 지방 재분배를 지원하며, 자연재해, 금융위기, 사회적 불안정에 대한 국가의 대응을 돕는다."고 말했다.
2017년 기준 중국은 다른 어떤 나라보다 많은 국유기업을 보유하고 있으며, 국영 대기업 중 가장 많은 국영기업을 보유하고 있다. 국영기업은 2019년 중국 시가총액의 60% 이상을 차지했고, 2020년 중국 GDP 15조9800억 달러(101조3600억 위안)의 40%를 창출했으며, 국내외 민간기업과 투자가 나머지 60%를 차지했다. 2019년 말 현재, 금융 부문에서 운영되는 기업을 포함하여 중국 전체 SOE의 총 자산은 2015년에 미화 58조 9700억 달러에 달했다. 이 SOE 중 91개는 2020 포춘 글로벌 500 기업에 속한다.

## 대외 무역
국제 무역은 중국 전체 경제에서 상당한 부분을 차지한다. 중국은 2001년 세계무역기구(WTO) 회원국이 되었다. 또한 ASEAN, 호주, 캄보디아, 뉴질랜드, 파키스탄, 한국, 스위스 등 여러 국가와 자유 무역 협정을 맺었다. 2022년 현재 중국의 최대 무역 파트너는 ASEAN, 유럽 연합, 일본, 한국, 대만, 호주, 러시아, 브라질, 인도, 캐나다 및 영국이다.
냉전 기간 동안 중국과 제3세계 무역의 의미 있는 부분은 보조금, 신용 및 기타 형태의 지원을 통해 자금을 조달했다. 주로 아시아, 특히 인도네시아, 미얀마, 파키스탄, 스리랑카에서 노력을 기울였으나 아프리카(가나, 알제리, 탄자니아)와 중동(이집트)에서도 대규모 차관이 이루어졌다. 그러나 1976년 마오쩌둥이 사망한 이후 이러한 노력은 축소되었다. 그 후 개발도상국과의 무역은 미미해졌지만, 그 동안 홍콩과 대만이 주요 무역 상대국으로 부상하기 시작했다.
1970년대 후반 경제 개혁이 시작된 이후 중국은 대외 무역 시스템을 분권화하여 국제 무역 시스템에 통합하려고 노력했다. 1991년 11월 중국은 경제, 무역, 투자, 기술 분야에서 자유 무역과 협력을 촉진하는 아시아태평양경제협력체(APEC) 그룹에 가입했다. 중국은 2001년 APEC 의장국을 맡았고, 상하이는 그해 10월 연례 APEC 정상회의를 개최했다.
2000년 여름에 EU 및 기타 무역 파트너와 양자간 WTO 협정을 체결한 후 중국은 다자간 WTO 가입 패키지에 참여했다. 중국은 2001년 9월 WTO 가입에 관한 다자간 협상을 마쳤다. 가입 의정서와 작업반 보고서가 완성되면서 16년간의 협상 끝에 2001년 12월 11일 WTO에 가입할 수 있는 길을 열었다. 관세 및 무역에 관한 일반협정. 그러나 미국 수출업자들은 중국의 제한적인 무역 정책과 미국의 수출 제한으로 인해 공정한 시장 접근에 대한 우려가 계속되고 있다. 2019년 10월 한정 중국 부총리는 글로벌 투자자들을 위해 관세를 더욱 낮추고 비관세 장벽을 철폐하겠다고 약속했으며 다국적 기업들이 중국에 더 많이 투자하는 것을 환영했다.
중국의 세계 무역은 2013년 말에 4조 1600억 달러를 초과했으며, 1988년에는 1000억 달러, 2001년에는 5000억 달러를 돌파했다. 중국의 세계 무역은 2021년에 6조 달러를 초과했다.
2020년까지 중국은 120개 이상의 국가의 최대 무역 파트너가 되었다.

## 외국인 투자
2022년 중국은 1,800억 달러를 유치하여 세계 최대의 외국인 직접 투자(FDI) 수혜국 중 하나였으며 이들 중 대부분은 홍콩에서 나온 것으로 추측되었다. 2020년 6월 말 기준, 중국의 FDI 주식은 2조9470억 달러에 이르렀고, 중국의 해외 FDI 주식은 2조1280억 달러에 달했다. 중국이 보유한 대외금융자산 총액은 7조8600억 달러, 대외금융부채는 5조7160억 달러로 일본에 이어 세계 2위의 채권국이 됐다.
중국의 투자 환경은 20년이 넘는 개혁을 통해 극적으로 변화했다. 1980년대 초 중국은 외국인 투자를 수출 지향적 사업으로 제한하고 외국인 투자자에게 중국 기업과 합작 파트너십을 맺도록 요구했다. 장려 산업 카탈로그는 다양한 산업 분야에서 허용되는 외국 개입 정도를 명시한다. 외국인 투자를 합법화하는 개혁 초기부터 1999년까지 자본 유입은 매년 증가했다. 외국인 투자 기업은 중국 수출입의 58~60%를 차지한다.
1990년대 초부터 정부는 외국인 투자자가 국내 시장에서 다양한 상품을 제조 및 판매할 수 있도록 허용했으며, 합작 투자 설립에 대한 시간 제한을 없애고, 국유화에 대한 일부 보장을 제공했으며, 외국 파트너가 합작 투자의 의장이 될 수 있도록 허용했다. 이사회를 거쳐 현재 선호되는 FDI 형태인 외국인 소유 기업의 설립을 승인했다. 1991년에 중국은 외국인 소유 기업과 계약 벤처, 그리고 특정 경제 구역이나 국가가 장려하는 프로젝트에 투자한 외국 기업에 대해 더 많은 우대 세금 혜택을 부여했다.
중국은 또한 일부 외국 은행이 상하이에 지점을 개설할 수 있도록 승인했으며, 외국 투자자가 상하이 및 선전 증권거래소에 상장된 일부 기업의 특별 "B" 주식을 구매할 수 있도록 허용했다. 외국인에게 판매된 이 "B" 주식은 회사에 대한 소유권을 갖지 않는다. 1997년 중국은 21,046개의 외국인 투자 프로젝트를 승인했으며 450억 달러 이상의 외국인 직접 투자를 유치했다. 중국은 2000년과 2001년에 외국인 전체 소유 기업과 중국 해외 지분 합작 투자에 관한 법률을 대폭 개정했다. 주광야오 재무부 차관은 외국인 투자자가 국내 금융 서비스 회사에 대한 지분을 최대 51%까지 소유할 수 있다고 발표했다. 이전에는 외국인 소유가 이들 기업의 지분 49%로 제한되었다.
외국인 투자는 세계 무역에서 중국의 급속한 확장에 여전히 강력한 요소로 남아 있으며 도시 일자리 증가에 중요한 요소가 되어 왔다. 글로벌 자본 흐름에 대한 중국의 경제 리더십은 단기 흐름보다 장기 인프라와 개발 금융을 강조하며, 이는 현재의 질서에 따라 많은 경제에 큰 비용을 부과했다. 1998년 외국인 투자 기업은 중국 수출의 약 40%를 생산했으며 외환 보유액은 약 1,450억 달러에 달했다. 오늘날 외국인 투자 기업은 중국 수출의 약 절반을 생산하고 있으며(중국 외국인 투자의 대부분은 홍콩, 마카오, 대만에서 발생), 중국은 지속적으로 대규모 투자 유입을 유치하고 있다. 그러나 중국 정부가 FDI를 제조업으로 유도하는 데 역점을 두면서 일부 산업에서는 시장 포화 상태가 되었고, 중국의 서비스 부문은 저개발 상태가 되었다. 1993년부터 2001년까지 중국은 1999년에 390억 달러, 2000년에 410억 달러를 받아 미국에 이어 세계에서 두 번째로 큰 외국인 직접 투자(FDI) 수혜국이었다. 중국은 현재 세계 최고의 FDI 수혜국 중 하나이다. 세계은행 통계에 따르면 2005년에는 거의 800억 달러에 달했다. 2006년에 중국은 694억 7천만 달러를 받았다. 2008년 금융 위기 이후 미국의 외국인 투자가 감소하자 2011년에는 중국이 2,800억 달러 이상을 받아 미국을 제치고 최대 FDI 대상국이 되었다.
2015년 경기 둔화와 위안화 약세로 인해 그해 12월 중국에 대한 FDI는 5.8% 감소했다. 중국의 FDI 최대 수용국 지위는 2014년까지 계속되었지만, 2015년의 외국인 투자 둔화와 미국에 대한 외국인 투자의 대규모 반등으로 인해 미국은 최고의 투자 대상국으로서의 지위를 되찾았다. 중국 주재 미국 상공회의소가 발표한 2016년 중국 비즈니스 환경 조사 자료는 이러한 추세를 확증하는 동시에 중국이 여전히 최고의 투자 대상국임을 보여준다. 500명 이상의 회원을 대상으로 한 이번 조사에서는 "10개 회원사 중 6개 회사의 경우 중국이 여전히 상위 3대 투자 우선순위"인 것으로 나타났다. 그러나 이는 중국을 최우선 순위로 고려한 응답자 10명 중 8명의 최고치인 2012년에 비해 감소한 수치이다.
외환보유액은 1999년 1,550억 달러, 2000년 1,650억 달러였다. 2005년 외환보유액은 8,000억 달러를 넘어 2003년에 비해 2배 이상 늘어났다. 외환보유고는 2005년 말 8,190억 달러, 2006년 말 1조 660억 달러, 1.9달러를 기록했다. 또한, 2008년 9월 말까지 중국은 총 5,850억 달러로 일본을 5,730억 달러로 제치고 미국 국채의 최대 외국인 보유자로서 처음으로 일본을 대체했다. 중국의 외환보유액은 세계 최대 규모다.
WTO 가입의 일환으로 중국은 특정 무역 관련 투자 조치를 철폐하고 이전에 외국인 투자가 금지되었던 특정 부문을 개방하기로 약속했다. 이러한 약속을 이행하기 위한 새로운 법률, 규정 및 행정 조치가 발표되고 있다. 외국인 투자에 대한 주요 장벽으로는 불투명하고 일관되지 않게 집행되는 법률 및 규정, 규칙 기반 법률 인프라의 부족 등이 있다. 예를 들어 워너 브라더스는 중국 투자자가 최소 51%의 지분을 소유하거나 외국 합작 투자에서 주도적인 역할을 하도록 요구하는 규정의 결과로 중국에서 영화 사업을 철수했다.
중국에 대한 외국인 투자 역사상 또 다른 주요 발전은 2013년 9월 상하이 자유 무역 지역의 설립이었다. 이 지역은 다양한 경제 및 사회 개혁을 위한 시험장으로 간주된다. 비판적으로, 외국인 투자는 "네거티브 리스트" 접근 방식을 통해 통제된다. 여기서는 상하이 시 정부가 발표한 네거티브 리스트에 특정 부문을 포함시켜 명시적으로 금지하지 않는 한 모든 부문에서 FDI가 허용된다.
2019년 3월 15일, 중국 전국인민대표대회(전인대)는 2020년 1월 1일부터 시행되는 외국인 투자법을 채택했다. 중국에 대한 외국인 투자에는 투자자들이 헤쳐나가야 하는 주요 과제를 제기하는 여러 가지 윤리적 위험이 따른다.
2021년 맥킨지 보고서에서는 중국 경제가 현재 구매력 평가(PPP) 기준으로 측정할 때 가장 큰 소비 경제이며, 향후 10년 내에 다른 어떤 국가보다 더 많은 소비를 추가할 것으로 예상된다. 이로 인해 중국 중산층의 급속한 지속적인 성장으로 인해 월마트와 같은 대규모 다국적 기업은 성장하는 국내 소비 시장을 활용하기 위해 중국에 적극적으로 투자하고 있다.

### 해외 외국인 직접 투자
해외 외국인 직접 투자는 현지 중국 기업이 개발도상국과 선진국 모두에 투자를 모색하는 중국 세계화의 새로운 특징이다. 2011년에는 자본이 풍부한 중국 기업이 미국의 유망 기업에 투자를 늘리는 것으로 보고되었다. 이러한 투자는 발전 중인 중국 내수 시장을 활용하는 데 잠재적으로 유용한 마케팅 및 유통 전문 지식에 대한 접근을 제공한다.
2005년부터 중국 기업은 선진국과 개발도상국 모두에서 중국 이외의 지역으로 적극적으로 확장해 왔다. 2013년 중국 기업은 비금융 부문에 전 세계적으로 900억 달러를 투자했는데, 이는 2012년보다 16% 증가한 수치이다.
2009년 1월부터 2013년 12월까지 중국은 해외 FDI에 총 1,610억 3천만 달러를 기여하여 거의 300,000개의 일자리를 창출했다. 서유럽은 중국의 해외 FDI를 가장 많이 받는 지역이며, 독일은 전 세계적으로 가장 많은 FDI 프로젝트를 받은 국가이다.
중국 기업이 해외 시장에 진출하는 방법에는 유기적 성장과 인수합병(M&A)이라는 두 가지 방법이 있다. 많은 중국 기업들은 다음과 같은 이유로 M&A를 선호한다.
- 속도가 빠름. M&A는 기업이 브랜드, 유통, 인재, 기술 등을 확보해 다른 나라로 진출하는 가장 빠른 길이다. 중국 CEO들은 50% 이상의 속도로 성장하는 데 익숙하며 자본 지출을 원하지 않는다.
- 중국 시장. 중국은 세계 최대의 경제대국이 되었다. 많은 중국인이 외국 기업을 인수한 다음 고급 자동차부터 패션 의류, 육류, 할리우드 영화에 이르기까지 모든 제품/서비스를 중국으로 가져온다.
- 저렴한 자본 접근. 거대한 중국 내수 시장은 많은 중국 기업이 M&A를 위해 금융 자본을 축적하는 데 도움이 된다. 중국 정부는 또한 기업이 해외로 진출할 수 있도록 장기 저리 자본을 제공한다.
- 낮은 위험. M&A는 중국 기업이 모든 것을 갖춘 확고한 기업을 확보함으로써 유기적 성장의 실패 위험을 피하는 데 도움이 되었다.
- 저렴한 인건비. 일부 회사는 비용을 절감하고 제품의 가격을 더욱 매력적으로 만들기 위해 인건비가 높은 국가의 제조 일부를 중국으로 이전할 수 있다.
- 무역 및 정책 장벽. 많은 분야의 중국 기업은 할당량 제한과 높은 세금으로 인해 해외 시장에서 경쟁력을 갖추지 못하고 있다.
- 침체된 자산. 2008~2010년 글로벌 경제 위기로 인해 많은 서구 기업에 유동성 문제가 발생하고 시장 가치가 하락했다. 중국 기업들은 침체된 자산을 할인된 가격에 구매할 수 있는 좋은 기회라고 믿고 있다. 중국의 비금융 부문에 대한 외국인 직접 투자는 2007년 250억 달러에서 2013년 900억 달러로 세 배 이상 증가했다.
- 중국이 투자를 늘리고 유럽에 대한 영향력을 키우고 있으며, 유럽연합(EU)도 이를 주목하기 시작했다.

## 인구
1950년대 이후 의료, 공중위생 및 공중 위생이 상당히 개선되었으며 전염병이 통제되었다. 이어진 세대는 지속적으로 더 나은 건강을 경험했다. 출생률보다 사망률이 더 빠르게 감소하면서 인구 증가율이 급등했다. 중국의 엄청난 인구는 이를 제공하기 위해 고군분투해 왔기 때문에 정부에게 항상 큰 어려움이었다. 1950년대에는 식량 공급이 부족했고 생활 수준도 전반적으로 낮았다. 이로 인해 당국은 주요 피임 프로그램을 시작하게 되었다. 1958~60년의 대약진 산업 계획은 사망률이 출생률을 능가하게 만든 대규모 기근의 일부 원인이 되었고, 1960년에는 전체 인구가 감소했다. 두 번째 인구 통제 운동은 1962년에 만기 결혼과 피임약 사용을 장려하는 데 초점을 맞춘 주요 노력으로 시작되었다. 1963년에 이르러 북한은 기근에서 회복되기 시작했고 출산율은 연간 인구 증가율이 3%로 1949년 이래 최고 수준으로 치솟았다. 1966년 문화대혁명으로 인해 두 번째 가족 계획 프로그램이 중단되었지만 4년 후 결혼 늦추기 및 가족 규모 제한을 의무화하여 세 번째 시도를 통해 재개되었다. 1970년 이후 이러한 노력은 훨씬 더 효과적이었다. 세 번째 가족계획 프로그램은 1979년 한 가족당 한 자녀 정책이 시행될 때까지 계속되었다. 1980년대 초 중국 인구는 약 10억 명에 달했고, 2000년대 초에는 13억 명을 넘어섰다. 1980년대 평균 전체 인구 증가율은 약 1.5%였다. 1990년대에는 이 비율이 약 1%로 떨어졌다. 현재는 약 0.6%이다. 중국의 인구 증가율은 현재 개발도상국 중 가장 낮은 수준이지만, 인구가 많기 때문에 연간 순인구 증가율은 여전히 상당하다. 한 자녀 정책의 인구통계학적 결과 중 하나는 중국이 현재 세계에서 가장 빠르게 고령화되는 국가 중 하나라는 것이다.
2007년 포브스 중국 부자 목록에 따르면 중국에는 66명의 억만장자가 있는데, 이는 미국(415명)에 이어 두 번째로 많은 숫자이다. 2006년 포브스 중국 부자 목록에는 중국 억만장자가 15명 있다고 명시되어 있다. 2007년 후룬 보고서(Hurun Report)에는 중국의 억만장자 106명이 나와 있다. 포브스 최신 보고서(2021년)에 따르면, 중국의 억만장자는 2020년 3월 이후 239명의 새로운 억만장자를 얻은 이후 총 626명이다.
2020년 브루킹스 보고서에 따르면 중국은 세계에서 가장 큰 중산층 소비 시장이 되었으며 주요 다국적 기업의 '우선 시장'으로 간주된다. 또한 2027년까지 12억 명의 중국인이 중산층에 속해 세계 중산층의 4분의 1을 차지할 것으로 추산된다.

### 노동력
2013년 1월 중국 국가통계국이 발표한 통계에 따르면 2012년 처음으로 중국의 15~59세 노동인구 규모는 9억3727만명으로 전년보다 345만명 감소한 것으로 나타났다. 중국의 한 자녀 정책으로 인한 인구 통제로 인한 이러한 추세는 적어도 2030년까지 지속될 것으로 예상된다.
2015년 10월 29일, 중국 국영 통신사인 신화통신은 중국 공산당의 성명을 인용하여 기존 법률이 두 자녀 정책으로 변경되었다고 보도했으며, 새로운 법률은 본회의에서 통과된 후 2016년 1월 1일부터 발효된다.

## 교통 및 인프라
중국의 교통 정책은 정치적, 군사적, 경제적 우려의 영향을 받아 1949년 이후 큰 변화를 겪었다.
인민 공화국이 건국된 직후의 주요 목표는 군사 수송 및 물류 요구를 충족하고 영토 통합을 강화하기 위해 기존 교통 기반 시설을 수리하는 것이었다. 1950년대 대부분의 기간 동안 새로운 도로와 철도 연결이 건설되었고, 동시에 오래된 연결도 개선되었다. 1960년대에는 지역 교통 개선의 대부분이 지방 정부의 책임이 되었고, 소규모 철도가 많이 건설되었다. 또한, 국가의 가난한 지역을 통합하고 농업 부문의 규모의 경제를 촉진하기 위해 외딴 시골, 산간 및 산림 지역의 교통 개발에 중점을 두었다.
1970년대 후반 개혁시대가 시작되기 전에 중국의 교통 연결은 대부분 해안 지역에 집중되어 있었고 내부 지역으로의 접근성은 일반적으로 열악했다. 이후 북서쪽과 남서쪽의 변방 지역에 철도와 고속도로가 건설되면서 이러한 상황은 상당히 개선되었다. 동시에 국제운송의 발전도 추진되어 해상운송의 범위가 상당히 넓어졌다.
화물 운송은 주로 철도 운송을 통해 제공된다. 철도 부문은 중국철도가 독점하고 있으며 제공되는 서비스도 다양하다. 2007년 후반에 중국은 자체 개발한 고속 열차를 운행하는 세계에서 몇 안 되는 국가 중 하나가 되었다. 철도 용량이 석탄과 같은 상품 및 원자재 운송에 대한 수요를 충족시키기 위해 고군분투하고 있기 때문에 중국의 전체 운송 수요에서 증가하는 비율을 제공하기 위해 항공 노선, 도로 및 수로가 급속히 개발되고 있다.
일부 경제 전문가들은 중국과 브라질, 아르헨티나, 인도 등 다른 신흥 경제국 간의 개발 격차는 중국이 초기에 야심찬 인프라 프로젝트에 집중했기 때문일 수 있다고 주장했다. 반면 중국은 GDP의 약 9%를 인프라에 투자했다. 1990년대와 2000년대 대부분의 신흥 경제국은 GDP의 2~5%만 투자했다. 이러한 상당한 지출 격차로 인해 중국 경제는 거의 최적의 조건에서 성장할 수 있었지만 많은 남미 경제는 열악한 교통 네트워크, 노후화된 전력망 및 평범한 학교와 같은 다양한 개발 병목 현상을 겪었다.

## 과학기술
중국의 과학과 기술은 최근 수십 년 동안 급속하게 발전했다. 중국 정부는 자금 조달, 개혁, 사회적 지위를 통해 과학기술을 국가의 사회 경제적 발전과 국가 위신의 근본적인 부분으로 강조해 왔다. 중국은 교육, 인프라, 첨단기술 제조, 인공지능, 학술출판, 특허, 상업 응용 등 분야에서 급속한 발전을 이루었다. 중국은 이제 점점 더 토착 혁신을 목표로 하고 있으며 남아 있는 약점을 개혁하는 것을 목표로 하고 있다. 천인계획(千人计划)은 경제 혁신 목표를 지원하기 위해 해외에 거주하는 혁신적인 중국 학자(일부 외국인 포함)를 중국으로 다시 유치하는 것을 목표로 한다.

## 반독점 및 경쟁
중국 기술 부문은 앤트 그룹(Ant Group)과 텐센트(Tencent)를 비롯한 소수의 대규모 기업이 지배하고 있는 것으로 특징지어진다. 시진핑 정부는 경제 경쟁 규칙을 강화하려는 시도를 했고, 중국 경제 규제 당국은 알리바바와 텐센트에 대한 조사를 시작했다.
거대 기술 기업과 인터넷 기업의 독점에 대한 단속은 알리바바와 같은 상업 소매 거대 기업의 독점 관행에 대한 정치국의 요구로 이어졌다. 미국의 아마존 (기업)과 유사한 프로브(probe)를 사용하여 비교가 이루어졌다.

## 같이 보기
- 대나무 네트워크
- 명나라의 경제
- 송나라의 경제
- 공동구매
- 중화인민공화국의 기업 목록
- 판다 본드
- 비단길
- 장강 삼각주
- 후커우

## 참조
- China: Country Studies – Federal Research Division, Library of Congress. Lcweb2.loc.gov (2010-07-27). Retrieved on 2010-08-06.